# John Dalton

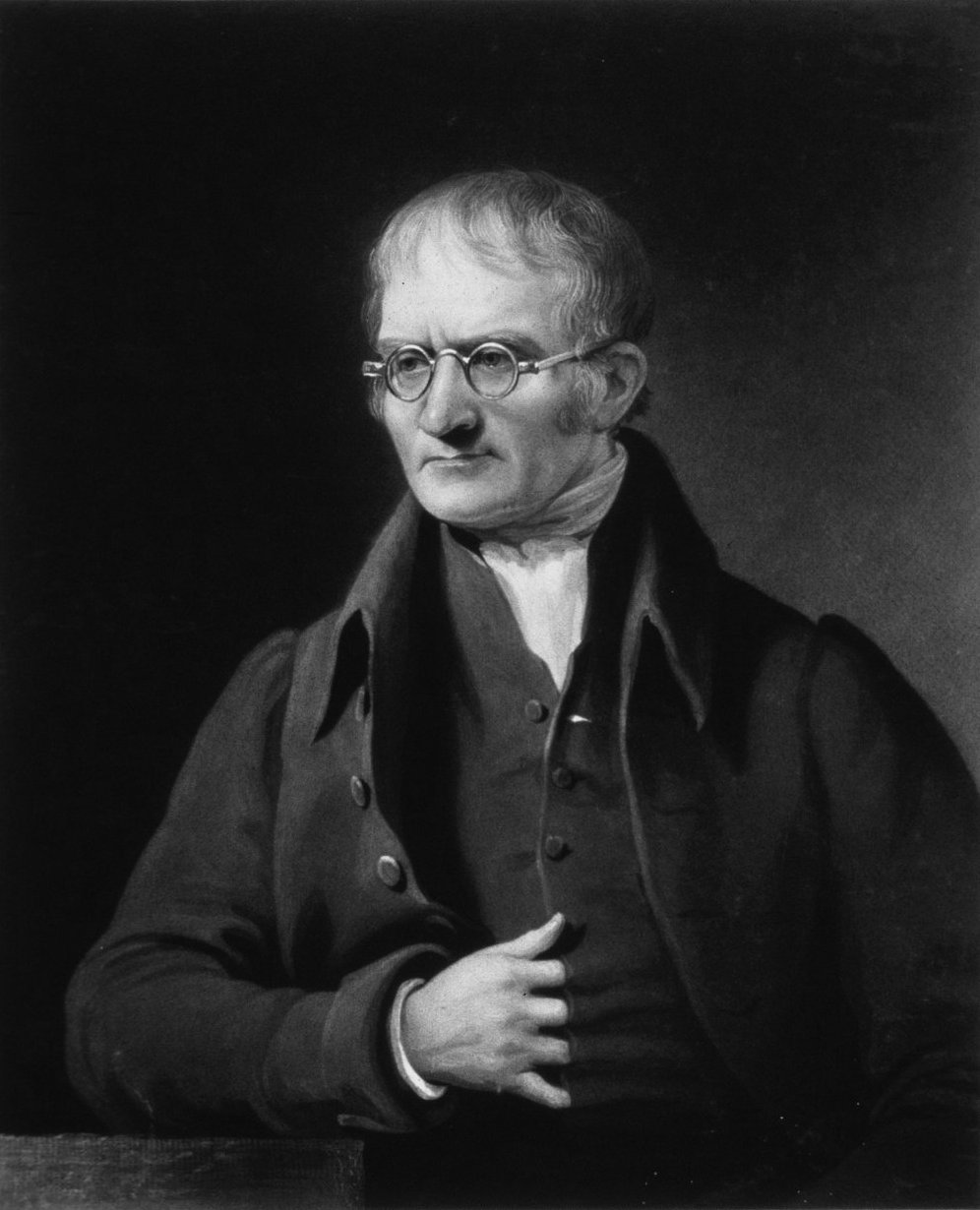
John Dalton, um 1834

John Dalton (* 6. September 1766 in Eaglesfield, Cumberland; † 27. Juli 1844 in Manchester) war ein englischer Naturforscher und Lehrer. Wegen seiner grundlegenden Untersuchungen zur Atomtheorie gilt er als einer der Wegbereiter der Chemie. Ihm zu Ehren ist die atomare Masseneinheit mit „Dalton“ benannt worden (Einheitenzeichen: Da oder u).

## Leben und Wirken

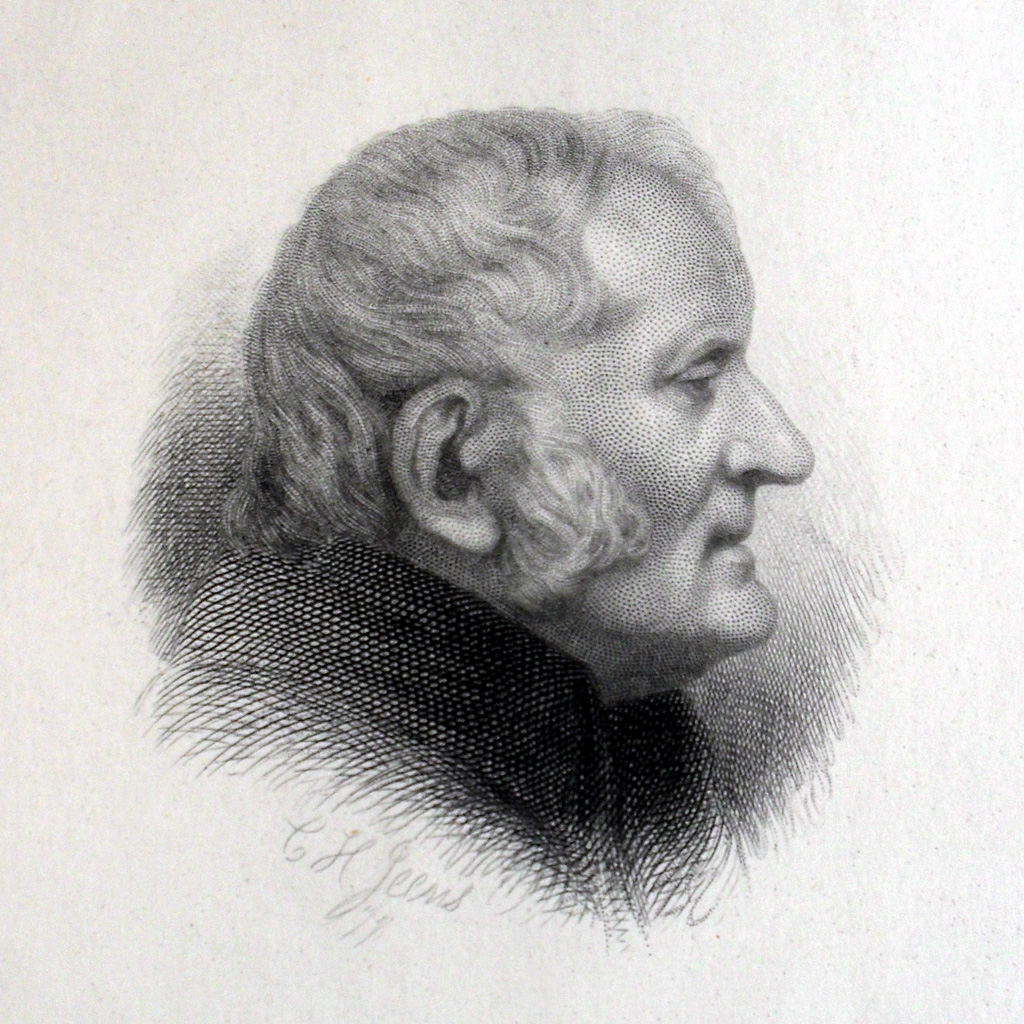
John Dalton, Zeichnung um 1879

Dalton wuchs als Sohn eines Webers auf, der Quäker war, und besuchte eine Schule, auf der er selbst als Lehrer tätig wurde. Vermutlich war er dabei erst zwölf Jahre alt.
Ab 1781 leitete er mit seinem Bruder und seinem Cousin eine Schule in Kendal.
Dalton beschäftigte sich zunächst – wie sein früherer Lehrer Elihu Robinson – vornehmlich mit Meteorologie. Mit 21 Jahren führte er selbst meteorologische Studien durch und stellte für sich und andere Abnehmer wissenschaftliche Geräte wie Barometer und Thermometer her. Er hielt seit 1787 öffentliche Vorträge über Mechanik, Optik, Astronomie und Geographie.
1791 veröffentlichte er das Werk Meteorological Observations and Essays.
1793 bekam Dalton eine Anstellung in der „Warrington-Akademie“ in Manchester als Lehrer für Mathematik und Naturwissenschaften. Das Gehalt war in dieser höheren Ausbildungsstätte  deutlich besser als in der Schule in Kendal. Mit Chemie, speziell mit der Zusammensetzung der Luft, begann sich Dalton erst um 1796 zu beschäftigen.
Um 1800 gab er die Lehrstelle jedoch auf und begnügte sich mit Einnahmen aus dem Privatunterricht.
Ab 1800 kam Dalton mit der Literarischen und Philosophischen Gesellschaft von Manchester in Kontakt. Diese Gesellschaft ermöglichte ihm den Abdruck seiner meteorologischen Arbeiten und die Einrichtung eines eigenen Labors.
Dalton befasste sich mit Luft, Wasser, Wind und Regen.
Zunächst entwickelte er die Theorie, dass in einer Gasmischung jedes einzelne Gas unabhängig von den anderen Gasen einen eigenen Partialdruck bei jeder Temperatur besitzt (Dalton-Gesetz).
Ferner stellte Dalton die Hypothese auf, dass die  Dampfdrücke für alle Flüssigkeiten bei gleichen Temperaturabständen vom Siedepunkt gleich groß sind. Er fand je Grad Temperaturerhöhung eine konstante Ausdehnung der Gasmenge über der Flüssigkeit – für Wasser und Diethylether. Bei anderen Flüssigkeiten ist dies jedoch nicht die Regel.
In diesem Zusammenhang fand Dalton (unabhängig von Joseph Louis Gay-Lussac, nach dem das Gesetz meist benannt wird) das Gesetz der proportionalen Gasausdehnung von reinen Gasen (Sauerstoff und Stickstoff) bei Temperaturerhöhung (1801). Hier fand er den Proportionalitätsfaktor 1/266 ≈ 0,00376, genau wie Gay-Lussac (der korrekte Wert liegt bei etwa 1/273 ≈ 0,00365). Aufgrund dieser Beziehung verkleinert sich das Gasvolumen von Gasen bei tiefen Temperaturen. Dalton prägte den Begriff „Absoluter Nullpunkt“ eines Gases, also der Temperatur, bei der ein Gas flüssig oder fest vorliegen sollte.
Im folgenden Jahr untersuchte Dalton die Zusammensetzung der Luft und kam zu recht genauen Ergebnissen bezüglich des Sauerstoff- (21 %) und Stickstoffgehaltes (79 %).
Dalton beschäftigte sich dann auch mit Gasgemischen über einer lösenden Flüssigkeit. Sein Freund William Henry hatte gezeigt, dass die Löslichkeit eines Einzelgases proportional zum Druck des Einzelgases über der Flüssigkeit ist (Henrysches Gesetz). Nun nahm Dalton an, dass Gasteilchen mit unterschiedlicher Gewichtsbeschaffenheit auch Änderungen im Löslichkeitsverhalten zeigen. Die leichten Partikel (etwa Wasserstoff) eines Gasgemisches werden in einem Lösungsmittel weniger gut bei gleichem Druck gelöst als die schweren Teilchen (zum Beispiel Kohlendioxidteilchen). Aufgrund der Löslichkeit von Gasen bei gleichen Drucken und aufgrund von analytischen Messungen anderer Autoren konnte Dalton eine Tabelle mit relativen Atomgewichten von Partikeln aufstellen. Am 21. Oktober 1803 reichte er der Literary and Philosophical Society of Manchester eine Notiz dazu ein.
Er setzte das relative Gewicht für Wasserstoff gleich 1. Für Kohlenstoff kam er im Jahr 1803 auf 4,3, für Kohlenmonoxid auf 9,8, für Sauerstoff auf 5,5, für Stickstoff auf 4,2, für Wasser auf 6,5 und für Ethylalkohol auf 15,1. Wie er auf diese Werte kam, führte er nicht näher aus. Später verbesserte er die Angabe der Atomgewichte; im Jahr 1810 kam er auf 5,4 für Kohlenstoff, 7 für Sauerstoff, 6 für Stickstoff. Wasser, Ethanol und Kohlenmonoxid galten für Dalton noch als kleinste (atomare), unteilbare Teilchen. Dalton konnte noch nicht zwischen Molekül und Atom unterscheiden. Die Werte von Dalton waren noch weit von den korrekten Werten entfernt, und er gab teilweise falsche Summenformeln an (so für Salpetersäure). Ein Grund war nach Wilhelm Ostwald, dass er fremde Arbeiten und speziell nichtenglische Arbeiten ablehnte. Die Atomgewichte wurden ab 1810 von Jöns Jakob Berzelius viel genauer bestimmt.
Aus Untersuchungen von Alexander von Humboldt und Gay-Lussac war bekannt, dass Wasser 12,6 Gewichtsteile Wasserstoff und 87,4 Gewichtsteile Sauerstoff besaß.
Dalton nahm nun an, dass sich Stoffe nur in ganz bestimmten Gewichtsverhältnissen paaren können (Synthese).
So kann sich beispielsweise ein Element A mit dem Element B zur Verbindung AB vereinigen. Es kann auch möglich sein, dass 2 Teile A mit 1 Teil B die Verbindung A2B eingehen, auch drei Teile A könnten mit einem Teil B sich zu A3B verbinden. Jedenfalls muss bei der Paarung immer ein ganzzahliges Vielfaches einer Komponente auftreten. Diese Hypothese wurde später zum Gesetz der multiplen Proportionen. Damit war ein weiteres Indiz für die spekulativ postulierte Atom-Hypothese gefunden.
In seinen Arbeiten über die Atomtheorie verarbeitete er die Erkenntnisse von Jeremias Benjamin Richter.
Diese Hypothese wurde bald von Thomas Thomson und William Hyde Wollaston gestützt. Sie stellten 1808 fest, dass im Karbonat ein Teil Kohlendioxid enthalten ist, im Bicarbonat zwei Teile Kohlendioxid. Ferner konnte Thomson anhand der Salze von Oxalsäure das Gesetz der multiplen Proportionen stützen. Das Gesetz der multiplen Proportionen bekam seine Bedeutung jedoch erst durch die atomaren Zusammenhänge bezogen auf Moleküle und Ionen. Nach Dalton wurden später stöchiometrisch aufgebaute Verbindungen als Daltonide bezeichnet.
Der Gedanke an das Atom und die Atomgewichte fiel dabei quasi als Nebenprodukt seiner Liste an. Thomas Thomson nahm die Ideen von Dalton auf und verbreitete sie durch ein Lehrbuch, das auch im Ausland viel Beachtung fand.
Erst Jöns Jakob Berzelius bestimmte 1810 die Relativgewichte von Verbindungen genauer.
Die exakte Unterscheidung zwischen Atom und Molekül erfolgte erst viele Jahre später durch Stanislao Cannizzaro, da die Chemiker damals noch nicht ahnten, dass sich zwei gleiche Atome (zum Beispiel Wasserstoffatome) zu einem Wasserstoffmolekül verbinden können.
In London hielt Dalton vor der „Royal Institution“ viele Vorträge. 1816 wurde Dalton  zum korrespondierenden Mitglied der Académie des sciences in Paris gewählt.
1822 wurde ihm die Mitgliedschaft in der Royal Society angetragen. Von dieser erhielt er 1826 als erster Wissenschaftler die Royal Medal (damals auch „Goldmedaille“ genannt) für seine Verdienste auf dem Gebiet der Chemie. 1834 wurde er in die American Academy of Arts and Sciences und 1835 als Ehrenmitglied (Honorary Fellow) in die Royal Society of Edinburgh gewählt. Seit 1820 war er auswärtiges Mitglied der Bayerischen Akademie der Wissenschaften und seit 1827 korrespondierendes Mitglied der Preußischen Akademie der Wissenschaften.
Der Mondkrater Dalton und der Asteroid (12292) Dalton sind nach ihm benannt.

## Zusammenfassung der wichtigen Arbeiten von John Dalton
- Forschungen über Wärmeausdehnung von Gasen und Ermittlung der  Wärmeausdehnungskoeffizienten.
- 1805: Formulierung des Gesetzes der Partialdrücke, das Dalton-Gesetz, wonach der Gesamtdruck eines Gasgemisches gleich der Summe der Drucke der einzelnen Gase ist.
- Entwicklung von Dampfspannungstabellen aus Untersuchungen der Vorgänge Sieden, Verdampfen, Verdunsten.
- Meteorologische Beobachtungen ließen ihn schon 1787 die Vermutung aufstellen, dass Regen durch einen Temperaturabfall in der Atmosphäre entsteht. Damit widersprach er der herrschenden Meinung, dass Druckunterschiede der oberen Atmosphäre für Niederschläge verantwortlich sind.
- Entdeckung des Gesetzes der multiplen Proportionen (1808): „Bilden zwei Elemente miteinander mehrere Verbindungen, so stehen die Massenverhältnisse, mit denen die Elemente in diesen Verbindungen auftreten, zueinander im Verhältnis kleiner ganzer Zahlen.“
- Aufstellung einer Tabelle der Atomgewichte. Diese waren eine Vorlage für die spätere Aufstellung des Periodensystems der Elemente.
- Entwicklung einer ersten chemischen Zeichensprache für Atome und Moleküle, die sich jedoch nicht durchsetzte, da die Zeichensprache von Jöns Berzelius mehr Zuspruch erfuhr.
- Dalton entdeckte und beschrieb 1794 die, auch „Farbenblindheit“[13] genannte, Rot-Grün-Sehschwäche (Daltonismus), an der er selbst litt. Er trug einem seiner Freunde auf, nach seinem Tod eines seiner Augen zu sezieren, da er als Ursache für die merkwürdigen Farben, die er sah, eine blaue Flüssigkeit in seinem Auge vermutete.
- Beschäftigung mit der Sprachwissenschaft.

## Zur Atomtheorie
Seine bedeutendste Veröffentlichung dürfte sein ab 1808 gedrucktes Werk A New System of Chemical Philosophy sein. Darin legte er seine Atomhypothese dar, die das Atom als kleinste Einheit der Materie definiert. Er stellte darin die Hypothese auf, dass es so viele verschiedene Atome wie Elemente gibt: „Elemente bestehen aus für das jeweilige Element charakteristischen, in sich gleichen und unteilbaren Teilchen, den Atomen“. Dalton stellte fest (und das war der markanteste Unterschied zum demokritschen Atommodell), dass die Atome sich durch ihre Masse unterscheiden. Nach Dalton können Atome miteinander vereinigt (= Synthese) oder vereinigte Atome wieder voneinander getrennt (= Analyse) werden.
Durch seine Überlegungen konnten das Gesetz der konstanten Proportionen (Joseph-Louis Proust, 1794), sein Gesetz der multiplen Proportionen und das Gesetz der äquivalenten Proportionen (Richter, 1791) erklärt werden. 
John Dalton stellte das erste wissenschaftlich fundierte Atommodell auf. Es lässt sich in vier Kernaussagen zusammenfassen:
1. Jeder Stoff besteht aus kleinsten, nicht weiter teilbaren kugelförmigen Teilchen, den Atomen.
2. Alle Atome eines bestimmten Elements haben das gleiche Volumen und die gleiche Masse. Die Atome unterschiedlicher Elemente unterscheiden sich in ihrem Volumen und in ihrer Masse.
3. Atome sind unzerstörbar. Sie können durch chemische Reaktionen weder vernichtet noch erzeugt werden.
4. Bei chemischen Reaktionen werden die Atome der Ausgangsstoffe nur neu angeordnet und in bestimmten Anzahlverhältnissen miteinander verbunden.

Die originalen Textstellen finden sich auf dieser Seite.
Die atomare Masseneinheit „u“ wird John Dalton zu Ehren auch als „Dalton“ bezeichnet. Ein Dalton (Da) entspricht in etwa der Masse eines Wasserstoffatoms (1,66·10−27 kg).

## Schriften
- A New System of Chemical Philosophy, Band 1, Teil 1, Manchester, London 1808, Archive, Band 1, Teil 2, 1810, Archive, Band 2, Teil 1, 1827, Archive, 2. Auflage von Teil 1 1842
- Ein neues System des chemischen Theiles der Naturwissenschaft, Berlin 1812 (Digitalisat)
- Meteorological observations and essays, London 1793, 2. Auflage Manchester 1834, Archive
- Elements of English Grammar, Manchester 1801, 2. Auflage London 1803
- Wilhelm Ostwald (Hrsg.): Grundlagen der Atomtheorie. Abhandlungen von J. Dalton, W. H. Wollaston, Leipzig, Ostwalds Klassiker 1889, Archive, darin von Dalton:  Über die Absorption der Gasarten durch Wasser und andere Flüssigkeiten (Memoirs Lit. Phil. Soc. Manchester, Band 1, 1805), A new system of chemical philosophy, 1808,  Teil 1, Kapitel 2, S. 141–144
- H. E. Roscoe, A. Harden: New View of the Origin of Dalton's Atomic Theory.. Now for the first time published from manuscript, London 1896, Reprint New York 1970 (A. Thackray Hrsg.) (Auszüge aus seinen wissenschaftlichen Notizbüchern u. a.)

Ein Großteil seiner Manuskripte fiel dem Zweiten Weltkrieg zum Opfer.